# أنا أرييل شارون
أنا أرييل شارون هي رواية للكاتبة الكندية من أصول فلسطينية يارا الغضبان، نشرت عام 2021 عن دار المتوسط في إيطاليا ، وتقع في 175 صفحة. تتحدث الرواية بإسلوب خيالي عن فترة الغيبوبة التي عاشها رئيس الوزراء الإسرائيلي السابق أرئيل شارون لمدة ثماني سنوات قبل وفاته عام 2014.

## أحداث الرواية
تبدأ الرواية بسؤال تخيلي: "ما الذي يحدث في رأس اريئيل شارون اثناء غيبوبته؟" ومن هنا تبدأ الكاتبة في سرد الأحداث الخيالية تصور فيها مواجهة شاورن أربعة نساء كان لهم أثر في حياته وهم والدته، زوجتيه، ممرضته. من خلال هذه الأصوات النسائية تظهر الرواية الأبعاد النفسية لشخصية شارون وركزت على قراراته التي شكلت تاريخ المنطقة وتسببت في موت الكثير من الفلسطينيين. كما تستعرض الرواية محطات مفصلية في حياته منها دوره في إجتياح لبنان عام 1982 وارتباطه في مجزرة صبرا وشاتيلا وتسببه في إندلاع الإنتفاضة الثانية، وسياسته المتعلقة بتوسيع المستوطنات الإسرائيلية ومصادرة الأراضي الفلسطينية، تسلط الرواية الضوء على الصراع الفلسطيني الإسرائيلي وتبين أساليب القمع التي يتبعها الاحتلال ومعاناة الشعب الفلسطيني.